# Bettisia Gozzadini

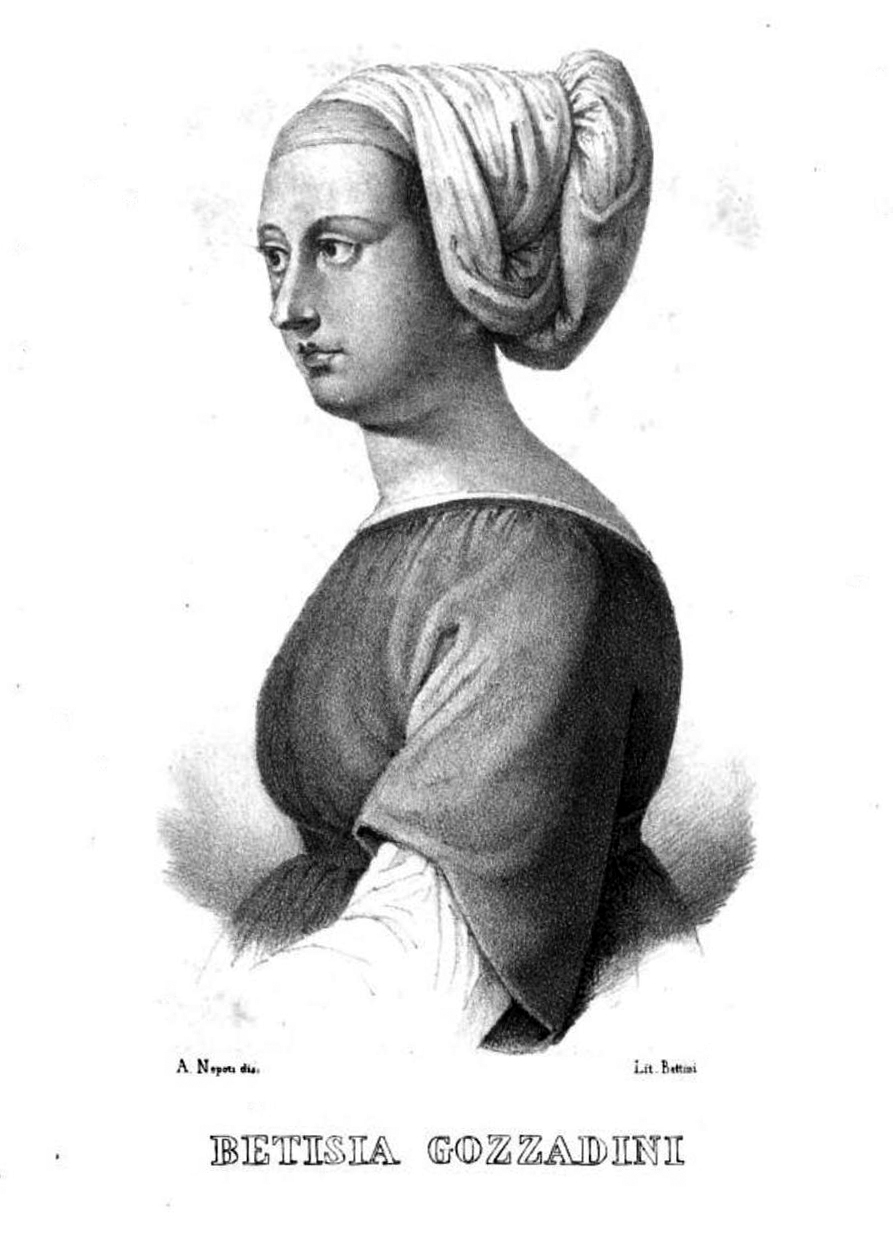
Lithographie von 1845; Fantasiebild, das Gozzadini darstellen soll

Bettisia Gozzadini (* 1209 in Bologna; † 2. November 1261 in Budrio) war eine bolognesische Juristin, die von etwa 1239 an der Universität von Bologna unterrichtete. Man nimmt an, dass sie die erste Frau war, die an einer Universität lehrte.

## Leben
Gozzadini wurde 1209 als Tochter von Amadore Gozzadini und Adelasia de’ Pegolotti geboren . Sie studierte zunächst Philosophie und dann Recht bei Giacomo Baldavino und Tankred von Bologna an der Universität von Bologna, wo sie zudem von Odofredus unterstützt wurde. Als junge Frau kleidete sie sich wie ein Mann; es ist nicht bekannt, ob dies aufgrund von sozialem Druck oder aus persönlicher Entscheidung geschah.
Gozzadini schloss 1237 das Studium ab und unterrichtete dann zwei Jahre von zu Hause. Ihr wurde eine Professur an der Universität angeboten, die sie zunächst ablehnte, später dann aber doch annahm. Der Legende nach musste sie beim Unterrichten einen Schleier tragen, um ihre Schüler nicht abzulenken; dieselbe Legende wird jedoch auch über Novella Andreae erzählt, so dass nicht bekannt ist, ob und – wenn überhaupt – auf wen sie zutrifft.
Gozzadini war eine bekannte Oratorin. Am 31. Mai 1241 oder 1242 hielt sie die Grabrede auf beim Gedenkfeier für Enrico della Fratta, den verstorbenen Bischof von Bologna.
Gozzadini starb zusammen mit zwei anderen Frauen und vier Studenten am 2. November 1261, als eine Überschwemmung der Idice das Haus zum Einsturz brachte, in das sie geflüchtet waren, nachdem sie aus ihrer Villa am Fluss zwischen Mezzolara und Riccardina (heute beides Fraktionen der Gemeinde Budrio) geflüchtet waren. Es gab eine allgemeine Trauer in der Stadt, und die Schulen wurden geschlossen. Ihre Beisetzung fand in der Basilica di Santa Maria dei Servi (Basilika der Hl. Maria der Serviten) statt.

## Rezeption
Gozzadini soll die erste Frau sein, die an einer Universität gelehrt hat.
Es gibt eine Terrakotta-Büste von Gozzadini, die in einer Reihe von zwölf Frauen aus Bologna von einem nicht näher bekannten „Scultore di Casa Fibbia“ im späten siebzehnten Jahrhundert geschaffen wurde. Ursprünglich für den Ehrensaal des Palazzo Fibbia Fabbri – heute Palazzo Masetti Calzolari – erstellt, steht sie heute im Museo della Storia di Bologna im Palazzo Pepoli Vecchio. Gozzadini ist die früheste der ausgesuchten zwölf Frauen.
Gozzadinis Schriften über das Römische Recht gelten als verschollen.
Judy Chicago widmete Gozzadini eine Inschrift auf den dreieckigen Bodenfliesen des Heritage Floor ihrer Installation The Dinner Party. Die mit dem Namen Bettisia Gozzadini beschrifteten Porzellanfliesen sind dem Platz mit dem Gedeck für Trota zugeordnet.